# Vrije Universiteit Brussel
Vrije Universiteit Brussel (Bryssels fria universitet), VUB, är ett nederländskspråkigt universitet i Bryssel.

## Historik
VUB har en bakgrund i Université Libre de Bruxelles (ULB), som grundades 1834, men som inledningsvis enbart bedrev undervisning på franska.
Undervisning på nederländska vid ULB skedde första gången 1935 vid juridiska fakulteten. Först 1963 fanns det kurser på båda språken vid samtliga fakulteter. Efter en uppslitande språkstrid vid det Katolska universitetet i Leuven delades även ULB 1969 upp i ett franskspråkigt och ett nederländskspråkigt universitet. 28 maj 1970 skedde den formella uppdelningen av det tidigare ULB i två formellt helt fristående universitet: dels det nya ULB, som enbart var franskspråkigt, och dels det nederländskspråkiga VUB.